# Giuseppe Clemente Dall'Abaco
Joseph (Giuseppe) Marie Clément Ferdinand Dall'Abaco, detto Giuseppe Clemente (Bruxelles, 27 marzo 1710 – Arbizzano, 31 agosto 1805), è stato un musicista italiano.
Violoncellista e compositore belga di origine italiana, fu allievo del celebre padre, Evaristo Felice Dall'Abaco. All'età di 19 anni cominciò a lavorare come compositore e a suonare nell'orchestra dell'Elettore di Bonn, per poi diventare Direttore Musicale nel 1738. Nel 1740 si trasferì in Inghilterra e poi, nel 1753, si stabilì a Verona, dove fu membro dell'Accademia Filarmonica. Si spostò poi a Monaco di Baviera, dove successivamente fu nominato barone, nel 1766, dal principe Massimiliano di Baviera. Si trasferì definitivamente a Verona, dove morì, all'età di 95 anni, nella sua tenuta di Arbizzano di Valpolicella.
Compose circa 40 sonate per violoncello, i capricci per Violoncello solo a altre opere, molte delle quali scritte in uno stile barocco antico. Non si hanno notizie di opere stampate, ma i manoscritti delle sue musiche sono conservati nelle biblioteche di Berlino, Londra e Vienna.